# Пиктор
Пиктор (на латински: Pictor) е когномен на фамилията Фабии.
Известни с това име:
- Гай Фабий Пиктор (художник), 304 пр.н.е.
- Гай Фабий Пиктор (консул 269 пр.н.е.)
- Нумерий Фабий Пиктор, консул 266 пр.н.е.
- Квинт Фабий Пиктор, латински историк, основател на аналите, 225 пр.н.е.
- Квинт Фабий Пиктор (претор), претор 189 пр.н.е.
- Сервий Фабий Пиктор, вер. консул 51 пр.н.е.

Други:
- Живописец (съзвездие) (лат. Pictor)